# 15728 Karlmay
15728 Karlmay este un asteroid din centura principală de asteroizi.

## Descriere
15728 Karlmay este un asteroid din centura principală de asteroizi. A fost descoperit pe 11 octombrie 1990 la Tautenburg de Freimut Börngen și Lutz Dieter Schmadel. Asteroidul prezintă o orbită caracterizată de o semiaxă mare de 2,31 ua, o excentricitate de 0,08 și o înclinație de 2,5° în raport cu ecliptica.